# Golfinho
Os golfinhos, delfins, peixes-botos, botos ou toninhas são animais artiodátilos pertencentes ao grupo dos cetáceos que possuem 10 famílias, como Delphinidae, Platanistidae e Iniidae. São perfeitamente adaptados para viver no ambiente aquático, sendo que existem 77 espécies conhecidas de golfinhos de água salgada e água doce. A espécie mais famosa é a Tursiops truncatus. É importante notar que odontocetos e golfinhos são sinônimos. Por isso, apesar de haver uma página chamada Odontocetos e outra chamada Golfinhos (esta página aqui), ambas tratam dos exatos mesmos animais.
São nadadores exímios, às vezes saltando até cinco metros acima da água. Podem nadar a uma velocidade de até 40 quilômetros por hora e mergulhar a grandes profundidades. Sua alimentação consiste basicamente de peixes e lulas. Podem viver de 20 a 35 anos e dão à luz um filhote de cada vez. Vivem em grupos, são animais sociáveis, tanto entre eles, como com outros animais e humanos.
Sua excelente inteligência é motivo de muitos estudos por parte dos cientistas. Em cativeiro é possível treiná-los para executarem grande variedade de tarefas, algumas de grande complexidade. São extremamente brincalhões, pois nenhum animal, excepto o Homem, tem uma variedade tão grande de comportamentos que não estejam diretamente ligados às atividades biológicas básicas, como alimentação e reprodução. Possuem o extraordinário sentido de ecolocalização ou biossonar ou ainda orientação por ecos, que utilizam para nadar por entre obstáculos ou para caçar as suas presas.

## Etimologia
"Golfinho" procede do grego delphís, através do termo latino delphinu, com influência de "golfo (alto-mar)". "Delfim" procede do grego delphín, através do termo latino delphine. "Toninha" procede do termo latino tardio thunnina.

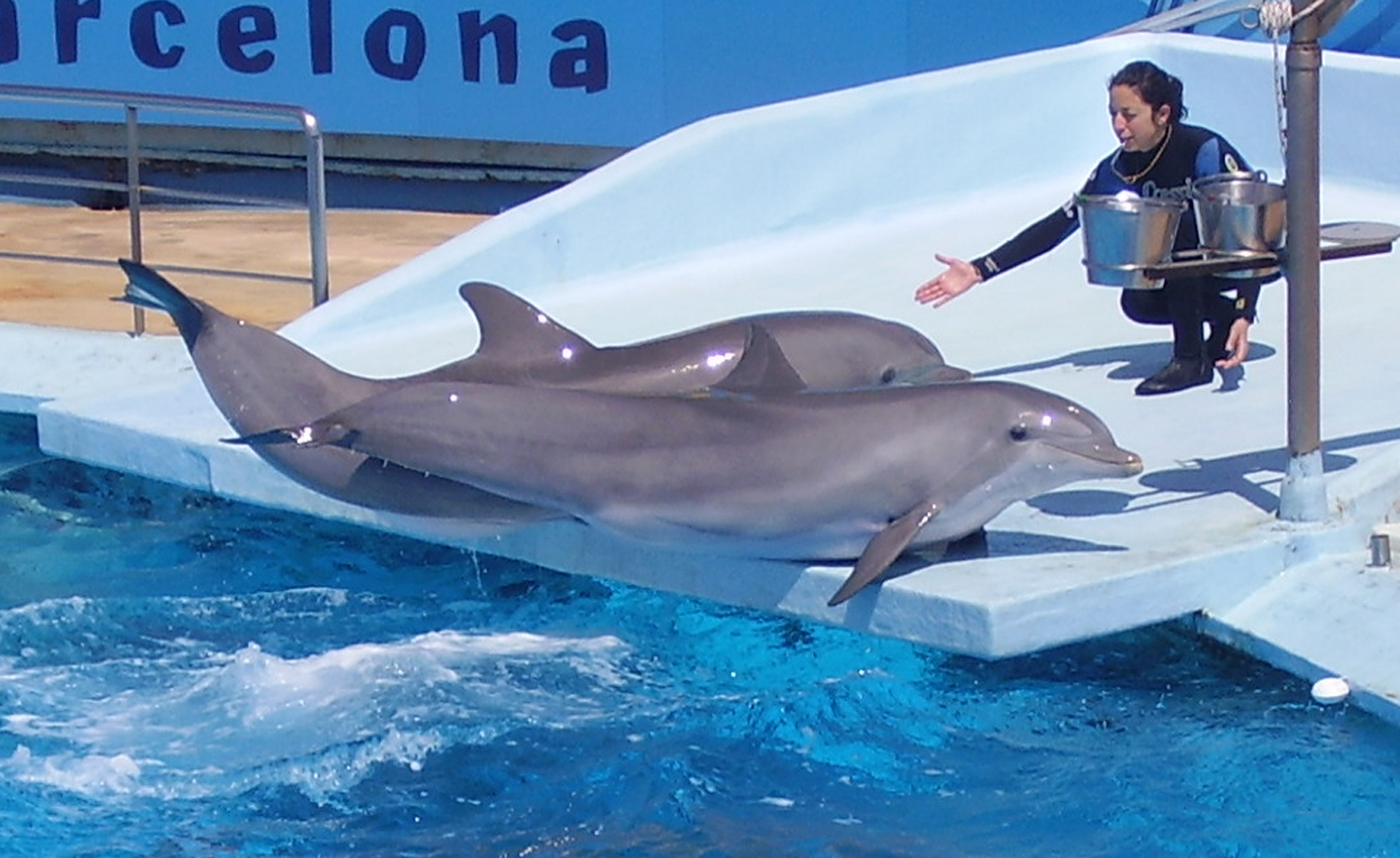
Golfinhos e sua treinadora no Aquário do Zoológico de Barcelona.

## Predadores
Os predadores dos golfinhos são as orcas, os grandes tubarões e principalmente o homem. Os pescadores de atuns, costumam procurar por golfinhos, que também os caçam, ocasião em que ocorre uma protocoperação. O golfinho encontra o cardume e os pescadores jogam as redes aprisionando os peixes e deixam os golfinhos se alimentarem para depois puxarem as redes. Desse modo, ambas as espécies se beneficiam do alimento. Porém, muitas vezes, os golfinhos acabam se enroscando nas redes, podendo morrer.
O comprimento das redes, além do necessário, assim como a poluição, também aumentam a predação.

### Pesca de golfinhos
Em muitos locais do mundo, os golfinhos são pescados, sendo o Japão um dos principais países onde esta prática se mantém, embora os animais "pescados" neste país sejam, muitas vezes, vendidos para outros países, principalmente China e Estados Unidos.
O principal motivo desta pesca é para alimentação, como um substituído para a carne de baleia, quando estas começaram a se tornar raras. Porém muitos golfinhos e orcas também são capturados para se tornarem "atrações"  em parques aquáticos como o SeaWorld por exemplo, sendo que muitos pescas são organizadas para este fim. Porém, mesmo nestas pescas que procuram capturar animais vivos, muitos golfinhos acabam mortos ou feridos, devido às técnicas usadas na captura. Além disso, os animais que não servem para se tornarem "atrações"  nos parques, acabam sacrificados para serem vendidos como carne de baleia. E mesmo os que "sobrevivem" à pesca, não estão garantidos, pois muitos não se adaptam à vida em cativeiro e acabam adoecendo ou mesmo morrendo, além de que a maioria dos parques marinhos não tem condições de suprir todas as necessidades destes animais.
Uma pesquisa realizada nos Estados Unidos também demonstrou que a longevidade destes animais decai muito em cativeiro. Para piorar a situação, a reprodução deles em cativeiro é quase impossível, o que torna, a pesca de golfinhos, "indispensável".
Entre 700 e 1,3 mil toninhas morrem anualmente em redes de pesca no estado brasileiro do Rio Grande do Sul e no Uruguai, segundo dados do Instituto de Oceanografia da Universidade Federal do Rio Grande. Ameaçadas de extinção, elas estão classificadas como vulneráveis na Lista Vermelha da União Internacional para a Conservação da Natureza e dos Recursos Naturais).

## Alimentação
Os golfinhos são caçadores e alimentam-se principalmente de peixe. Muitos deles caçam em grupo e procuram os grandes cardumes de peixes.

## Ecolocalização

Ilustração animada da ecolocalização

Detalhes da anatomia – Legenda: Verde: Ossos do crânio, Azul: Espermacete ou Melão, Branco: Espiráculo

O golfinho possui o extraordinário sentido da ecolocalização. Trata-se de um sistema acústico que lhe permite obter informações sobre outros animais e o ambiente, pois consegue produzir sons de alta frequência ou ultrassônicos, na faixa de 150 quilohertz, sob a forma de cliques ou estalidos. Esses sons são gerados pelo ar inspirado e expirado através de um órgão existente no alto da cabeça, os sacos nasais ou aéreos. Os sons provavelmente são controlados, amplificados e enviados à frente através de uma ampola cheia de óleo situada na nuca ou testa, o Melão, que dirige as ondas sonoras em feixe à frente, para o ambiente aquático. Esse ambiente favorece muito esse sentido, pois o som se propaga na água cinco vezes mais rápido do que no ar. A frequência desses estalidos é mais alta que a dos sons usados para comunicações e é diferente para cada espécie.
Quando o som atinge um objeto ou presa, parte é refletida de volta na forma de eco e é captado por um grande órgão adiposo ou tecido especial no seu maxilar inferior ou mandíbula, sendo os sons transmitidos ao ouvido interno ou médio e daí para o cérebro. Grande parte do cérebro está envolvida no processamento e na interpretação dessas informações acústicas geradas pela ecolocalização.
Assim que o eco é recebido, o golfinho gera outro estalido. Quanto mais perto está do objeto que examina, mais rápido é o eco e com mais frequência os estalidos são emitidos. O lapso temporal entre os estalidos permite, ao golfinho, identificar a distância que o separa do objeto ou presa em movimento. Pela continuidade deste processo, o golfinho consegue segui-los, sendo capaz de o fazer num ambiente com ruídos, de assobiar e ecoar ao mesmo tempo e de ecoar diferentes objetos simultaneamente.
A ecolocalização dos golfinhos, além de permitir saber a distância do objeto e se o mesmo está em movimento ou não, permite saber a textura, a densidade e o tamanho do objeto ou presa. Esses fatores tornam, a ecolocalização do golfinho, muito superior a qualquer sonar eletrônico inventado pelo ser humano.

## Comportamento social
Os golfinhos são mamíferos sociais. Um método historicamente utilizado para avaliar as relações sociais em animais não humanos é calcular os coeficientes de associação entre os indivíduos. Estes índices de associação são baseados na quantidade de tempo que dois golfinhos passam juntos contra aparte. Mas, estes valores podem não representar, com precisão, a qualidade de uma relação entre dois indivíduos. A qualidade das relações sociais em animais provavelmente será composta de várias dimensões diferentes, ou seja, o valor, compatibilidade e segurança.
"Valor do relacionamento" refere-se a benefícios obtidos como resultado da relação direta, medidas de compatibilidade, nível de tolerância que existe entre dois indivíduos, natureza geral das interações sociais, medidas de segurança e compatibilidade das interações de um par ao longo do tempo. Quantificar os contatos entre indivíduos de uma espécie em particular nas categorias de filiação ou agonista, bem como examinar a resposta abordagem, pode ajudar a indicar as dimensões de valor, compatibilidade e segurança. Quando se trata de fazer amigos, o comportamento homófilo desempenha um papel central na formação de amizades com golfinhos. Os golfinhos formam uma estreita amizade com outros golfinhos que têm um interesse comum.
Padrão e métodos de Golfinho-de-fraser foram adaptados para um estudo mais abrangente do comportamento de golfinhos e interações, focando no Golfinho-pintado-do-atlântico (Stenella frontalis) ao redor de Bimini, nas Bahamas, e golfinhos-roazes (Tursiops truncatus) no Instituto Roatán para Ciências Marinhas, em Roatán, em Honduras, para entender e caracterizar a qualidade das relações sociais entre os golfinhos. Muitos pesquisadores concordam que os golfinhos são criaturas extremamente sociais e realmente dependem dessa interação para a caça, acasalamento e defender-se e a seus respectivos grupos.
Normalmente, os golfinhos vivem e viajam em grupos que variam entre 2-40 golfinhos. Mas os cientistas descobriram grupos de golfinhos com várias centenas de membros. Estes grupos são chamados rebanhos ou escolas. Em alguns casos, estes grupos maiores têm incluídos mais do que uma espécie, as quais parecem interagir bem juntos. As espécies normalmente associadas neste grupo multiespécies são o golfinho-rotador e os golfinhos-pintados. Como os hábitos alimentares dessas duas espécies são completamente opostos, elas são capazes de viajar juntos sem competir por comida.
Assim como os humanos, os golfinhos encontram-se entre as inúmeras espécies que mantêm relações sexuais por prazer e não para procriação.
Os golfinhos conseguem reconhecer outros membros do seu grupo, sem os ver ou ouvir. Estudos provaram que o conseguem por distinguir o odor da urina.

## Sono
Os golfinhos, por serem mamíferos e apresentarem respiração pulmonar, devem, constantemente, realizar a hematose a partir do oxigênio presente na atmosfera. Tal fato obriga os golfinhos e muitos outros animais aquáticos dotados de respiração pulmonar a subirem constantemente à superfície. Uma das consequências desta condição é o sono baseado no princípio da alternação dos hemisférios cerebrais no qual somente um hemisfério cerebral torna-se inconsciente enquanto o outro hemisfério permanece consciente, capacitando a obtenção do oxigênio da superfície.

## Géneros e espécies

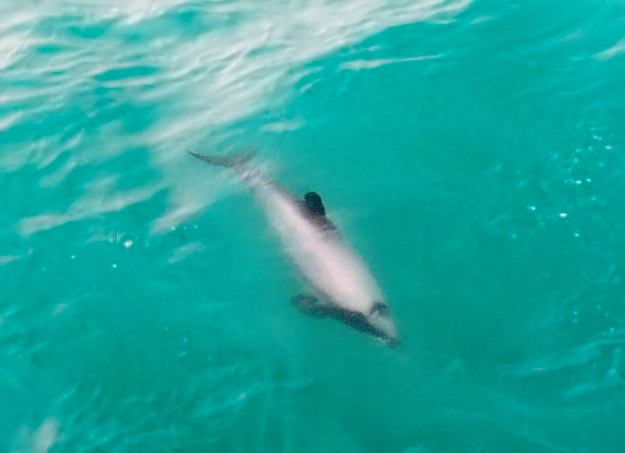
Golfinho-de-Hector (Cephalorhynchus hectori)

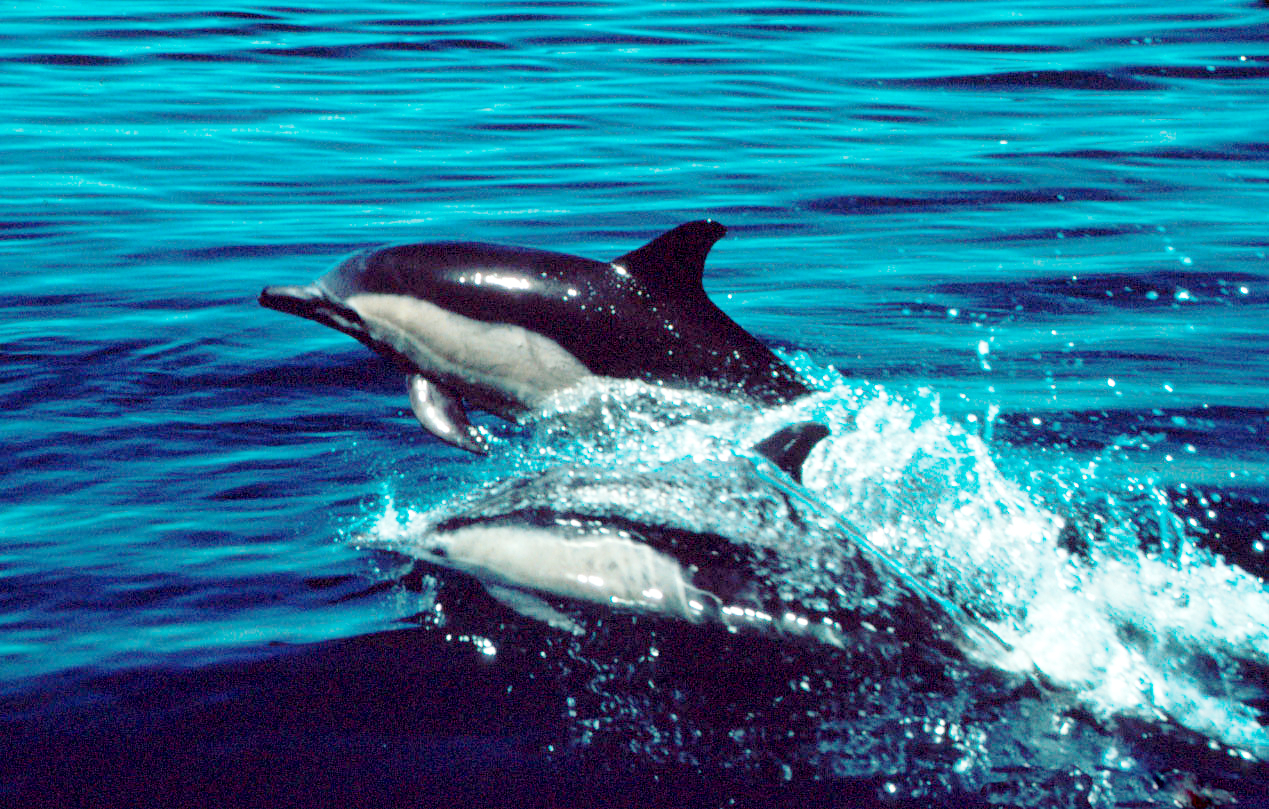
Delfim-comum (Delphinus delphis)

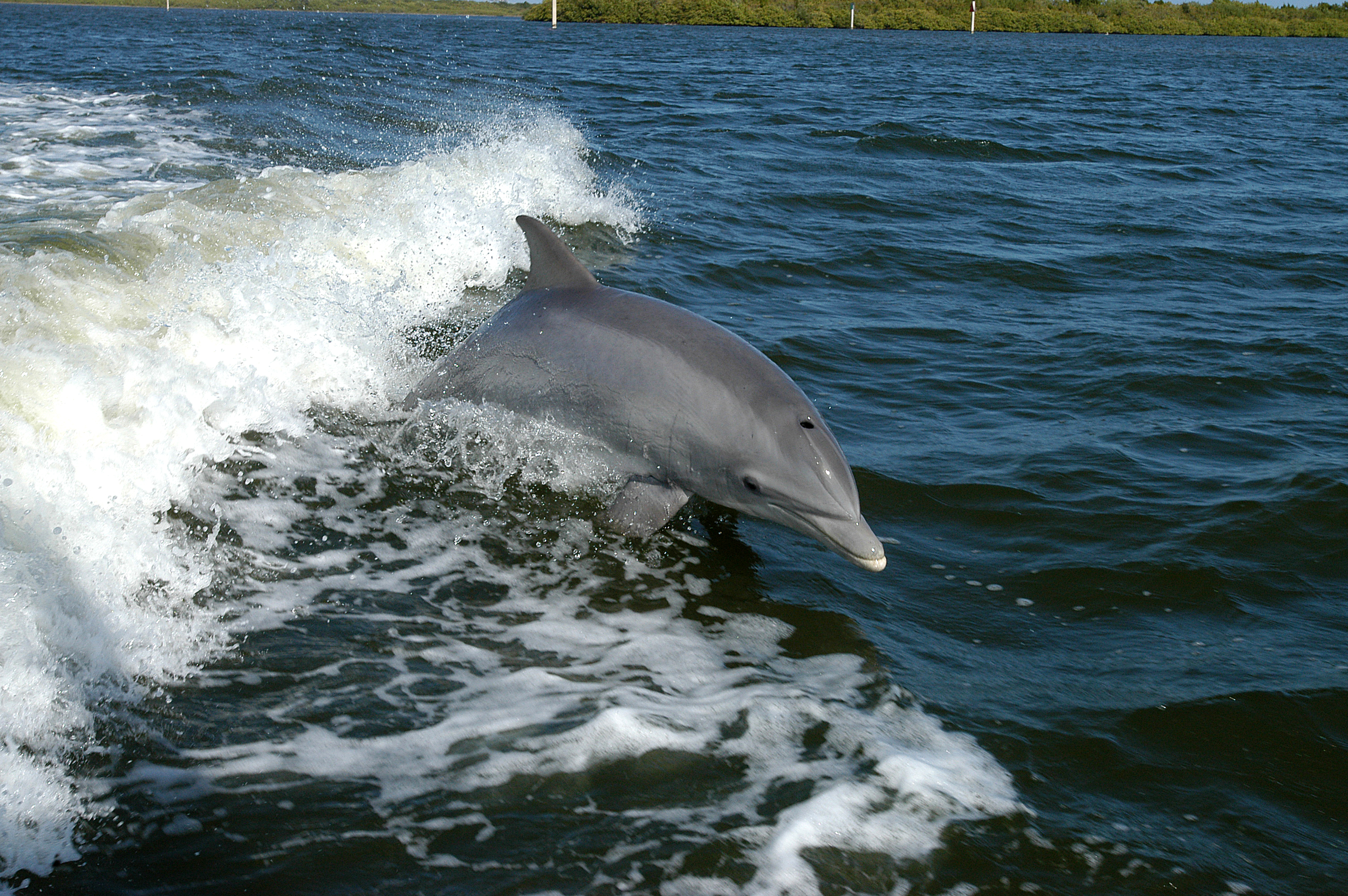
Golfinho-nariz-de-garrafa (Tursiops truncatus)

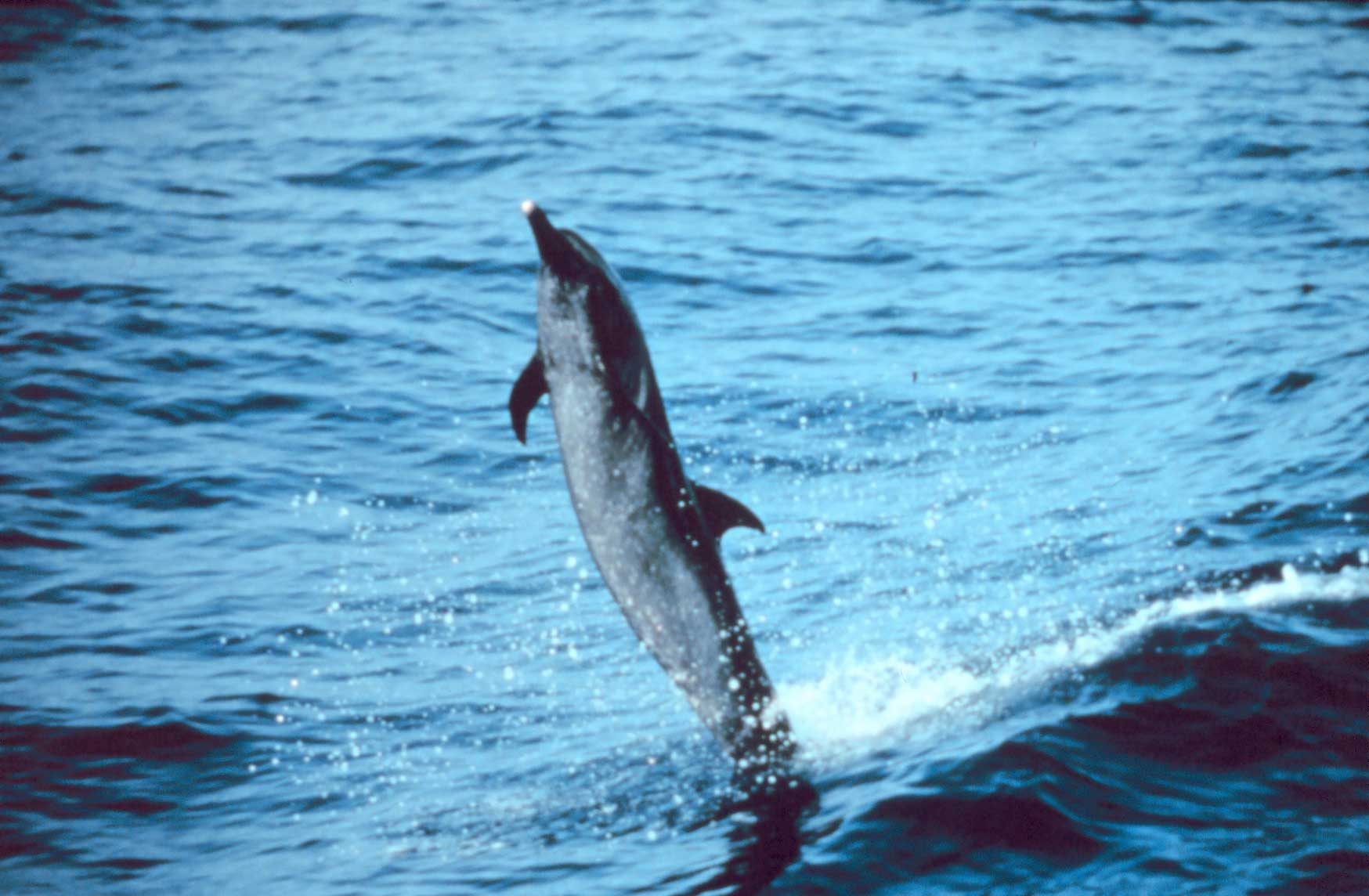
Golfinho-pintado-pantropical (Stenella attenuata)

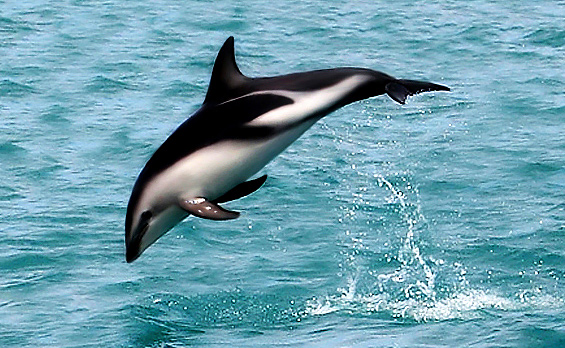
Golfinho-do-crepúsculo (Lagenorhynchus obscurus)

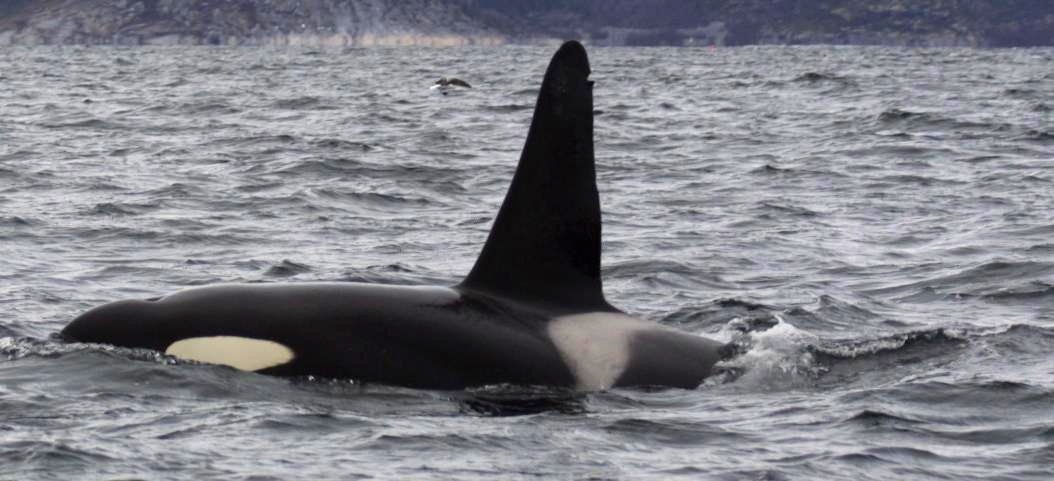
Orca (Orcinus orca)

Nota: Alguns membros da família dos golfinhos são designados popularmente como baleia ou boto; por outro lado, há golfinhos que não pertencem à família Delphinidae, como por exemplo o golfinho-do-ganges.
- Cephalorhynchus
  - Golfinho-de-commerson, Cephalorhynchus commersonii
  - Golfinho-chileno, Cephalorhynchus eutropia
  - Golfinho-de-heaviside, Cephalorhynchus heavisidii
  - Golfinho-de-hector, Cephalorhynchus hectori
- Globicephala
  - Baleia-piloto-de-peitorais-longas, Globicephala melas
  - Baleia-piloto-de-peitorais-curtas, Globicephala macrorhynchus
- Grampus
  - Golfinho-de-risso, Grampus griseu
- Steno
  - Golfinho-de-dentes-rugosos, Steno bredanensis
- Sousa
  - Golfinho-corcunda-do-atlântico, Sousa teuszii
  - Golfinho-corcunda-do-índico, Sousa plumbea
  - Golfinho-corcunda-indopacífico, Sousa chinensis
- Sotalia
  - Boto-cinza, Sotalia guianensis
  - Tucuxi, Sotalia fluviatilis[18]
- Tursiops
  - Golfinho-roaz ou Golfinho-nariz-de-garrafa,  Tursiops truncatus
  - Golfinho-flíper-comum, Tursiops aduncus
- Stenella
  - Golfinho-pintado-pantropical, Stenella attenuata
  - Golfinho-pintado-do-atlântico, Stenella frontalis
  - Golfinho-rotador, Stenella longirostris
  - Golfinho-clímene, Stenella clymene
  - Golfinho-listrado, Stenella coeruleoalba
- Delphinus
  - Delfim-comum ou Golfinho-comum-de-bico-curto, Delphinus delphis
  - Golfinho-comum-de-bico-longo, Delphinus capensis
  - Golfinho-comum-de-bico-muito-longo, Delphinus tropicalis
- Orcinus
  - Orca ou Baleia-assassina, Orcinus orca
- Lagenorhynchus
  - Golfinho-de-bico-branco, Lagenorhynchus albirostris
  - Golfinho-de-laterais-brancas-do-atlântico, Lagenorhynchus acutus
  - Golfinho-de-laterais-brancas-do-pacífico, Lagenorhynchus obliquidens
  - Golfinho-do-crepúsculo, Lagenorhynchus obscurus
  - Golfinho-de-peale, Lagenorhynchus australis
  - Golfinho-ampulheta, Lagenorhynchus cruci